# Mirjana Ognjenović
Mirjana Ognjenović (Zagreb, 17. rujna 1953.) je bivša hrvatska rukometašica.
Igrala je za Trešnjevku, zagrebačku Lokomotivu, [nedostaje izvor] i Cassano magnano.[nedostaje izvor]
Na Mediteranskim igrama 1979. u Splitu osvojila je zlato.
Na OI 1980. odigrala je pet utakmica i postigla 11 golova. Na sljedećim OI igrala je u 4 utakmice uključujući i finale, te je zabila 10 golova. 
Sudjelovala je na svjetskih prvenstava: 1975. je bila peta, 1978. također peta,B svjetsko prvenstvo u rukometu za žene - SR Njemačka 1979 I mjesto, 1982. je osvojila broncu i bila je kapetanicom reprezentacije, 1986. bila je šesta,C Svjetsko prvenstvo u rukometu za žene Italija 1990 - drugo mjesto

## Vanjske poveznice
- Profil na www.databaseolympics.com